# Desaster
Desaster är ett black/thrash metalband som grundades i Koblenz i Tyskland år 1988. Texterna involverar krig, hat och satanism.

## Bandmedlemmar
Nuvarande medlemmar

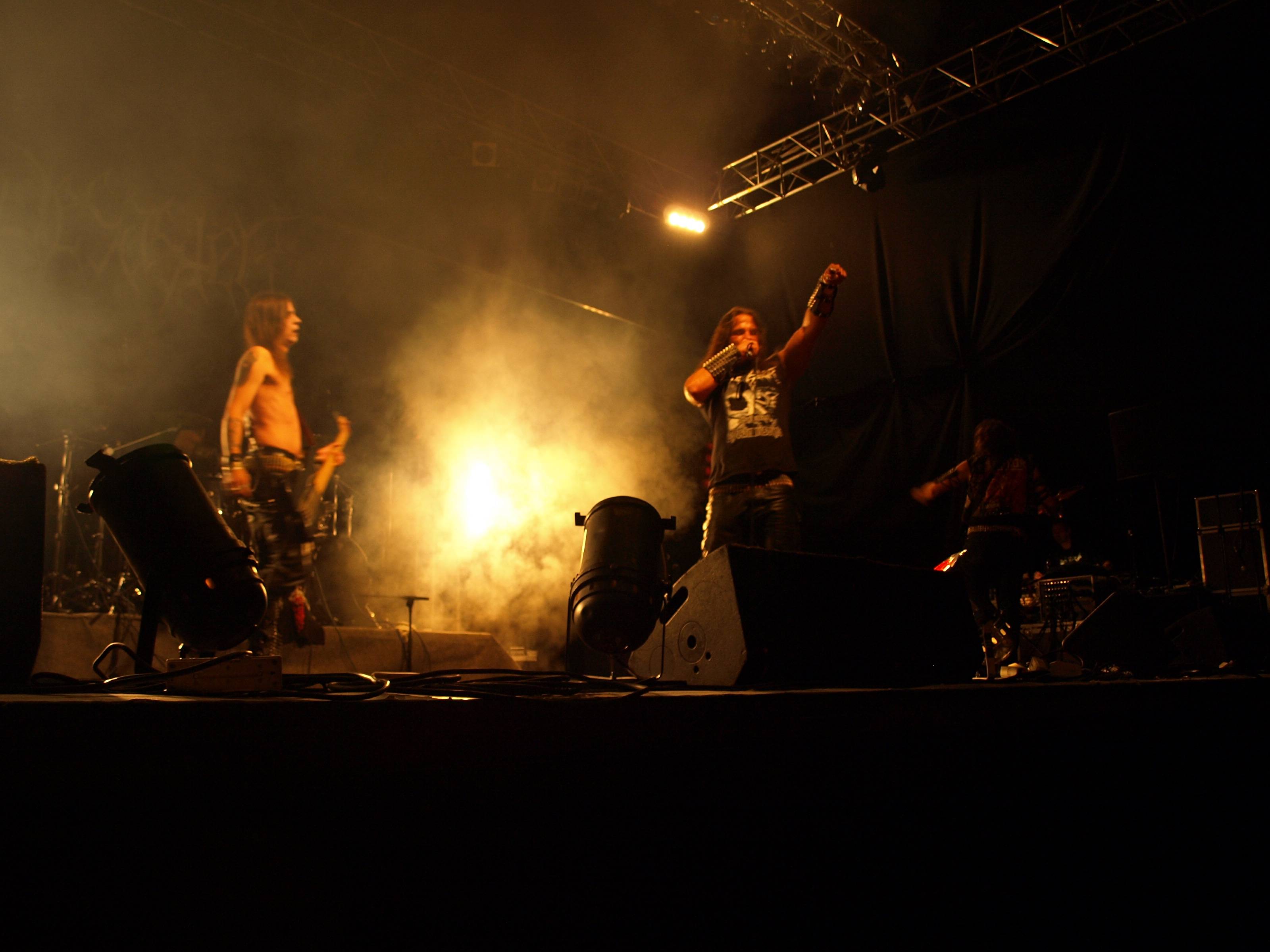
Desaster vid Jalometalli i Oulu 2008.

- Infernal (Markus Kuschke) – gitarr (1988–1990, 1992–)
- Odin (Volker Moritz) – basgitarr (1993–)
- Sataniac (Guido Wissmann) – sång (2001–)
- Hont (Marco Hontheim) – trummor (2018–)

Tidigare medlemmar
- Creator Cassie – basgitarr, sång (1988–1990)
- Alexander Arz – trummor (1988–1990)
- Luggi – trummor (1992–1995)
- Okkulto (Oliver Martin) – sång (1992–2001)
- Thorim (Tobias Mölich) – trummor (1995–1966)
- Tormentor (Stefan Hüskens) – trummor (1996–2018)

## Diskografi
Studioalbum
- A Touch of Medieval Darkness (1996)
- Hellfire's Dominion (1998)
- Tyrants of the Netherworld (2000)
- Divine Blasphemies (2002)
- Angel Whore (2005)
- 666 Satan Soldiers Syndicate (2007)
- The Arts of Destruction (2012)
- The Oath of an Iron Ritual (2016)

Livealbum
- Live in Serbian Hell (2003)
- Brazilian Blitzkrieg Blasphemies (2004)
- Live in Bamberg (2014)

EP
- Stormbringer (1997)
- Souls of Infernity (2001)
- Infernal Voices (2006)